# Paul Vimereu
Le docteur Paul Boulongne alias Paul Vimereu, né à Misery (Somme) le 22 juin 1881, mort à Saint-Malo (Ille-et-Vilaine) le 6 novembre 1962, est un écrivain français. Il a passé son enfance à Lanchères (près de la baie de Somme) où son père était instituteur.
Il fut médecin à Paris de 1910 à 1914. En 1914 il part à la guerre en tant que médecin officier. Après cet épisode douloureux, il se rend en Bretagne où il rencontre sa femme. Il s'y installera.
Il a écrit onze romans, de 1920 à 1950, inspirés de la Picardie et de la Bretagne. Parallèlement il poursuit sa carrière de médecin.

## Son œuvre
- Le rire de Vilain
- Chut le Hutteux
- Le tisseur du temps
- les amants du rempart
- Le péché inconnu
- Talit ou Le Feu de Goémons
- La grotte à l'homme
- Saint Rémi écoute
- Les Faneurs de la forteresse
- César dans l'île de Pan
- L'homme tatoué